# Пітер Чарльз
Пітер Чарльз  (англ. Peter Charles, 8 січня 1960) — ірландський та британський вершник, олімпійський чемпіон.

## Виступи на Олімпіадах
| Олімпіада      | Дисципліна       | Місце       |
| -------------- | ---------------- | ----------- |
| Барселона 1992 | конкур, особисті | участь к2/2 |
| Барселона 1992 | конкур, командні | 14          |
| Атланта 1996   | конкур, особисті | =11         |
| Атланта 1996   | конкур, командні | 8           |
| Лондон 2012    | конкур, особисті | =65 к1/4    |
| Лондон 2012    | конкур, командні | 1           |

## Зовнішні посилання
- Досьє на sport.references.com